# Фелтс-Міллс (Нью-Йорк)
Фелтс-Міллс (англ. Felts Mills) — переписна місцевість (CDP) в США, в окрузі Джефферсон штату Нью-Йорк. Населення — 473 особи (2020).

## Географія
Фелтс-Міллс розташований за координатами 44°1′12″ пн. ш. 75°45′34″ зх. д. / 44.02000° пн. ш. 75.75944° зх. д. (44.019950, -75.759439).  За даними Бюро перепису населення США в 2010 році переписна місцевість мала площу 0,85 км², уся площа — суходіл.

## Демографія
Згідно з переписом 2010 року, у переписній місцевості мешкали 372 особи в 136 домогосподарствах у складі 100 родин. Густота населення становила 437 осіб/км².  Було 161 помешкання (189/км²).
Расовий склад населення:
| - 83,3 % — білих - 5,9 % — чорних або афроамериканців - 2,4 % — азіатів - 2,4 % — осіб інших рас |

До двох чи більше рас належало 5,9 %. Частка іспаномовних становила 3,2 % від усіх жителів.
За віковим діапазоном населення розподілялося таким чином: 27,4 % — особи молодші 18 років, 60,8 % — особи у віці 18—64 років, 11,8 % — особи у віці 65 років та старші. Медіана віку мешканця становила 33,0 року. На 100 осіб жіночої статі у переписній місцевості припадало 95,8 чоловіків;  на 100 жінок у віці від 18 років та старших — 95,7 чоловіків також старших 18 років.
Середній дохід на одне домашнє господарство  становив 39 321 долар США (медіана — 40 227), а середній дохід на одну сім'ю — 50 490 доларів (медіана — 57 891). За межею бідності перебувало 12,8 % осіб, у тому числі 0,0 % дітей у віці до 18 років та 0,0 % осіб у віці 65 років та старших.
Цивільне працевлаштоване населення становило 58 осіб. Основні галузі зайнятості: мистецтво, розваги та відпочинок — 43,1 %, публічна адміністрація — 32,8 %, освіта, охорона здоров'я та соціальна допомога — 15,5 %, будівництво — 8,6 %.